# Črni potok (Črnec)
Črni potok (tudi Črna voda)  je levi pritok potoka Črnec (Ledava) v ravnini Dolinsko južno od Murske Sobote v Prekmurju. Izvira kot majhen potok pri vasi Renkovci, teče po ravnini vzporedno z Ledavo proti jugovzhodu skozi Turnišče in Nedelico ter se izliva v Črnec v Polanskem logu. Skoraj v celotnem toku teče po umetno regulirani strugi in ima zaradi znižanja gladine podtalnice večino časa malo vode.